# باشگاه فوتبال آئورورا
باشگاه فوتبال آئورورا یک باشگاه فوتبال حرفه‌ای گواتمالایی است. این تیم در گواتمالاسیتی مستقر است و مسابقات خانگی خود را در ورزشگاه سمنتوس پروگرسو انجام می‌دهد. این تیم زمانی یکی از قدرتمندترین تیم‌های کشور و رقیب سنتی تیم‌های محلی مونیسیپال و کامیونیکیشنس بود، این تیم اکنون به دسته پایین‌تر سقوط کرده است، اگرچه آنها سومین تیم موفق در فوتبال گواتمالا هستند.

## افتخارات
- لیگا ناسیونال گواتمالا: ۸ قهرمانی
- لیگ دسته دوم گواتمالا: ۱ قهرمانی
- جام حذفی گواتمالا: ۲ قهرمانی:
- جام اینترکلوب: ۲ قهرمانی
- جام برندگان جام کونکاکاف: ۱ نایب قهرمانی